# Noah Jupe
Noah Casford Jupe (Islington, London, 2005. február 25. –) angol színész.
Gyermekszínészként az Éjszakai szolgálat (2016) című sorozatban szerepelt, továbbá a 2017-es Suburbicon – Tiszta udvar, rendes ház és Az igazi csoda című filmekben tűnt fel. Később a Hang nélkül (2018) horrorfilmben, Az aszfalt királyai (2019) sport-drámában, a Holmes és Watson (2018) filmvígjátékban és az Édes fiam (2019) című filmdrámában volt látható.

## Gyermekkora
Noah Casford Jupe 2005. február 25-én született Londonban, Islington kerületben, Chris Jupe filmkészítő és Katy Cavanagh színésznő gyermekeként. Van egy húga és egy öccse.

## Pályafutása
Jupe 2015-ben kezdte színészi karrierjét, amikor megjelent a Londoni rémtörténetek és a Downton Abbey című sorozatokban. Az Éjszakai szolgálat című, kém témájú thrillersorozatban fontos szerepe volt, ahogyan 2016-ban a Houdini & Doyle sorozatban is.
2017-ben megkezdte filmes karrierjét, az első főszerepét a HHhH – Himmler agyát Heydrichnek hívják című II. világháborús drámában alakította. Ugyanabban az évben a brit That Good Night című filmben jelent meg és főszerepet töltött be a Suburbicon – Tiszta udvar, rendes ház című George Clooney-filmben, valamint szerepelt Az igazi csoda komédia-drámában.
2018-ban A Titán című sci-fi filmben és a Hang nélkül című horrorfilmben játszott. John Krasinski, aki az Hang nélkül társírója és rendezője, Clooney ajánlására választotta Jupe-ot.

## Filmográfia

### Film
| Év   | Cím                                     | Eredeti cím                 | Szerep                  | Magyar hang        |
| ---- | --------------------------------------- | --------------------------- | ----------------------- | ------------------ |
| 2017 |                                         | That Good Night             | Ronaldo                 |                    |
| 2017 | Az igazi csoda                          | Wonder                      | Jack Will               | Mayer Marcell      |
| 2017 | HHhH – Himmler agyát Heydrichnek hívják | The Man with the Iron Heart | Ata Morevac             | Sándor Barnabás    |
| 2017 | Suburbicon – Tiszta udvar, rendes ház   | Suburbicon                  | Nicky Lodge             | Berecz Kristóf Uwe |
| 2018 | Holmes és Watson                        | Holmes & Watson             | Doxy                    | Mayer Marcell      |
| 2018 | Hang nélkül                             | A Quiet Place               | Marcus Abbott           | Mayer Marcell      |
| 2018 | A Titán                                 | The Titan                   | Lucas Janssen           | Mayer Marcell      |
| 2019 | Az aszfalt királyai                     | Ford v Ferrari              | Peter Miles             | Csurgai Márk       |
| 2019 | Honey Boy                               | Honey Boy                   | Otis Lort fiatalon      | Maszlag Bálint     |
| 2020 | Hang nélkül 2.                          | A Quiet Place Part II       | Marcus Abbott           | Mayer Marcell      |
| 2021 | Semmi hirtelen mozdulat                 | No Sudden Move              | Matthew Wertz Jr.       |                    |
| 2022 |                                         | Dreamin’ Wild               | Donnie Emerson fiatalon |                    |
| 2023 | A bűvész elefántja                      | The Magician's Elephant     | Peter (hangja)          | Tóth Csanád        |

### Televízió
| Év   | Magyar cím            | Eredeti cím           | Szerep                  | Megjegyzések                             |
| ---- | --------------------- | --------------------- | ----------------------- | ---------------------------------------- |
| 2015 | Downton Abbey         | Downton Abbey         | gyerek                  | 1 epizód                                 |
| 2015 | Londoni rémtörténetek | Penny Dreadful        | Charles Chandler        | 1 epizód                                 |
| 2015 |                       | A Song for Jenny      | William                 | tévéfilm                                 |
| 2016 | Az utolsó sárkányölő  | The Last Dragonslayer | Tiger Prawns            | tévéfilm                                 |
| 2016 |                       | Houdini and Doyle     | Kingsley Conan Doyle    | 6 epizód                                 |
| 2016 | Éjszakai szolgálat    | The Night Manager     | Daniel Roper            | - 3 epizód - magyar hangja: - Pál Dániel |
| 2020 | Tudhattad volna       | The Undoing           | Henry Sachs             | minisorozat (főszereplő)                 |
| 2024 |                       | Franklin              | William Temple Franklin | minisorozat (főszereplő)                 |
| 2024 | Nő a tóban            | Lady in the Lake      | Seth                    | minisorozat (főszereplő)                 |